# João Carlos Salles
João Carlos Salles Pires da Silva (Cachoeira, 12 de maio de 1962), mais conhecido como João Carlos Salles ou, simplesmente, J.C. Salles, é um filósofo, pesquisador, tradutor e professor universitário brasileiro. É professor titular da Universidade Federal da Bahia desde 2015, instituição onde serviu como reitor entre 2014 e 2022 e que graduou-se e iniciou o magistério em 1985, tendo concluído doutorado em filosofia na Universidade Estadual de Campinas em 1999. Seus trabalhos incidem principalmente na epistemologia e na filosofia da linguagem, envolvendo o empirismo clássico, Ludwig Wittgenstein e Ernest Sosa. É o tradutor das Anotações sobre as cores, de Wittgenstein. Sua tradução (Unicamp, 2009) se notabiliza por ter incluído, em edição bilíngue, trechos inéditos desse texto póstumo do filósofo vienense.

## Biografia
Em 1975, mudou-se de Cachoeira para Salvador a fim de estudar no Colégio 2 de Julho. Aí, adere à macrobiótica e à militância de esquerda. Termina por ingressar na Ação Popular Marxista-Leninista. 
Em 1979, ingressa no curso de economia da UFBA. Mesmo calouro, foi um dos três delegados do Curso de Economia no Congresso de Reconstrução da UNE. Em 1980, concorreu à eleição para o DCE como candidato a Vice-Presidente na Chapa Voz Ativa. Em 1981 tem, pela primeira vez em cinco anos, uma pausa na militância. Nessa circunstância, abandona a economia e começa a estudar filosofia na mesma universidade.
Tornou-se reitor da UFBA em 2014, e, no mesmo ano, ocupante da cadeira 32 da Academia de Letras da Bahia. Ao fim do mandato de quatro anos, foi reconduzido ao cargo em 2018, tendo ocupado tal cargo até 2022, quando seu então vice, Paulo Miguez, toma posse como reitor. É também presidente da Associação Nacional dos Dirigentes de Instituições Federais de Ensino Superior (ANDIFES) até 2020. Foi presidente da Associação Nacional de Pós-Graduação em Filosofia por dois mandatos entre 2002 e 2006. É Bolsista de Produtividade em Pesquisa do Conselho Nacional de Desenvolvimento Científico e Tecnológico - Nível 1B.
Assinou um manifesto em defesa da soberania nacional e contra as recentes declarações do presidente dos Estados Unidos, Donald Trump, repudiando a tentativa de interferência estrangeira no Judiciário brasileiro e denunciando o caráter político da decisão norte-americana de elevar para 50% a tarifa de importação de produtos brasileiros.

## Livros

### De autoria própria
- O Claro e o Obscuro. Salvador: Fundação Casa de Jorge Amado, 1989. 100p .
- A Filosofia de Durkheim. Salvador: Edufba, 1998. 150p.
- A Gramática das Cores em Wittgenstein. Campinas: UNICAMP - Coleção CLE, 2002. 444p .
- Filosofia e Consciência Social: Em homenagem a Ubirajara Rebouças. Salvador: Quarteto, 2003. 360p.
- Schopenhauer & o idealismo alemão. Salvador: Quarteto, 2004. 273p.
- O Retrato do Vermelho e outros ensaios. Salvador: Quarteto, 2006. 400p.
- Pesquisa e Filosofia. Salvador: Quarteto, 2007. 400p.
- Secos & Molhados. Salvador: Quarteto, 2009. 186p.
- Empirismo e Gramática. Salvador: Quarteto Editora, 2010. 251p.
- Certeza. Salvador: Quarteto, 2012. 246p.
- O cético e o enxadrista: Significação e experiência em Wittgenstein. Salvador: Quarteto, 2012. 208p.
- Entre o cristal e a fumaça. Salvador: Quarteto, 2015. 116p.
- Filosofia, Política e Universidade. Salvador: Quarteto, 2016. 342p.
- A cláusula zero do conhecimento: Estudos sobre Wittgenstein e Ernest Sosa. Salvador: Quarteto, 2017. 200p.
- Et cetera: Sobre vida selvagem e inteligência. Salvador: Quarteto, 2018. 204p.
- Análise & Gramática: Mais estudos sobre Ernest Sosa e Wittgenstein. Salvador: Quarteto, 2018. 156p.
- Universidade pública e democracia. São Paulo: Boitempo, 2020. 160p.
- Ernst Cassirer e o Nazismo - e Outros Textos Sobre a Proximidade do Mal. Salvador: Noir, 2022. 98p.[16]

### Tradução
- Ludwig Wittgenstein, Anotações sobre as cores. Campinas: Unicamp, 2009